# Война в Малайе
Война в Малайе — колониальный военный конфликт между силами Британского Содружества и вооружённым крылом Малайской коммунистической партии, или антибританская национально-освободительная война на территории Малайи в период 1948—1960 годов.
Североамериканцы пытались применить опыт английской борьбы против партизан в ходе Вьетнамской войны, но у них не получилось, так как они не учли различия в этническом составе Малайи и Южного Вьетнама.

## Предпосылки
С 1914 года Малайя являлась британским протекторатом.
Во время Второй мировой войны англичане бежали из страны, и она была оккупирована японскими войсками. После поражения Японской империи и завершения Второй мировой войны в Малайе была восстановлена власть Великобритании. Попытка Великобритании использовать подорванную войной экономику Малайи для восстановления собственного хозяйства ещё более усугубила тяжёлые условия жизни народов в колонии и привела к росту числа забастовок и радикализации малайских рабочих. Малайская коммунистическая партия (МКП) во главе с Чин Пеном (этническим китайцем) начала восстание (бунт), стремясь добиться немедленного ухода британцев и предоставления стране полной независимости.

## Ход войны
Считается, что война началась в июне 1948 года, когда коммунистами были убиты три европейских плантатора. После этого Великобритания ввела в стране чрезвычайное положение. В 1949 году было создано военное крыло МКП — Малайская национально-освободительная армия (МНОА), — развернувшее активную партизанскую войну против английских колонизаторов.
Пик восстания пришёлся на 1950—1951 годы. После гибели в засаде Верховного комиссара Малайи сэра Генри Гернея британцы усилили борьбу с партизанами. Слабость МКП была в том, что она пользовалась поддержкой в основном китайской общины, поскольку китайцы не имели земли, права голоса на выборах и в целом не были встроены в малайское общество; коренное малайское население относилось к партизанам безразлично или со страхом. Внешняя поддержка отсутствовала. Британцы стали проводить политику завоевания «сердец и умов» (Hearts and Minds); британские военнослужащие помогали местному населению по хозяйству, снабжали его продовольствием и медикаментами. В то же время власти заставляли китайцев переселяться в так называемые «новые деревни» (New Villages), хорошо защищённые и охраняемые, что лишало партизан поддержки и прежде всего источника продовольствия, которое поселенцам предписывалось экономить.
Для борьбы с небольшими отрядами коммунистов применялась особая антипартизанская тактика — патрулирование джунглей «охотничьими» отрядами. В боевых действиях участвовали и подразделения других стран Британского Содружества (в частности, Австралии и Новой Зеландии).
К 1953 году силы МКП были в значительной мере подорваны мероприятиями противника, а к середине 1950-х годов в джунглях продолжали действовать лишь разрозненные отряды коммунистов.

## Итоги
В целях лишения партизан одного из источников привлечения на свою сторону населения, Великобритания была вынуждена формально предоставить независимость Малайе (31 августа 1957 года), однако чрезвычайное положение было отменено лишь в июле 1960 года. Чин Пен, несмотря на поражение восстания, спустя семь лет начал новую партизанскую войну (1967—1989).
В целом Малайская война считается многими западными исследователями классическим примером успешной борьбы с партизанским движением. Боевые действия велись на уровне отделений, взводов, максимум — рот; крупных сражений не происходило. Уроки войны углубленно изучались в странах Запада.

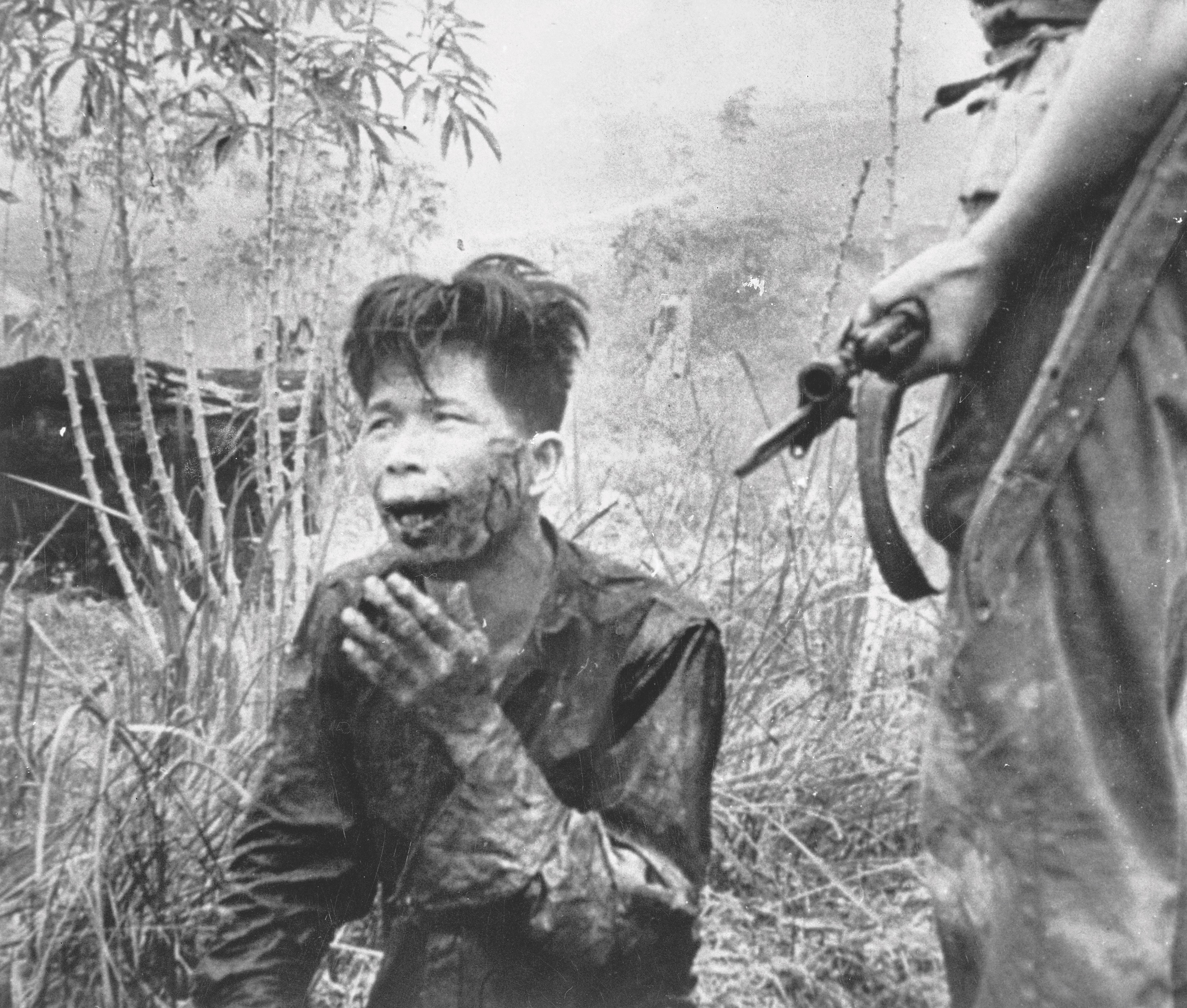
Допрос раненого партизана, 1952 год.
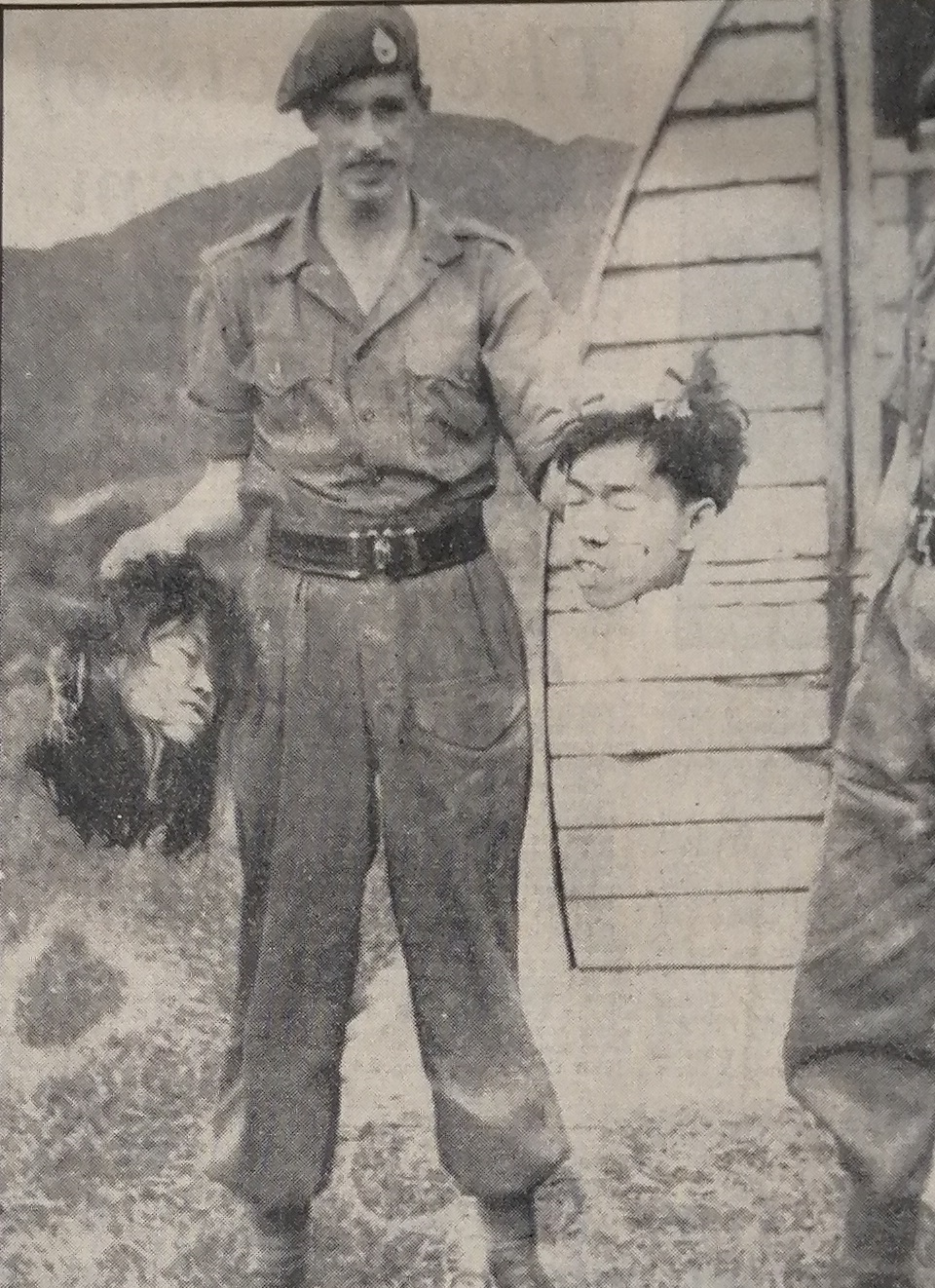
Позирует английский военнослужащий, 1952 год.
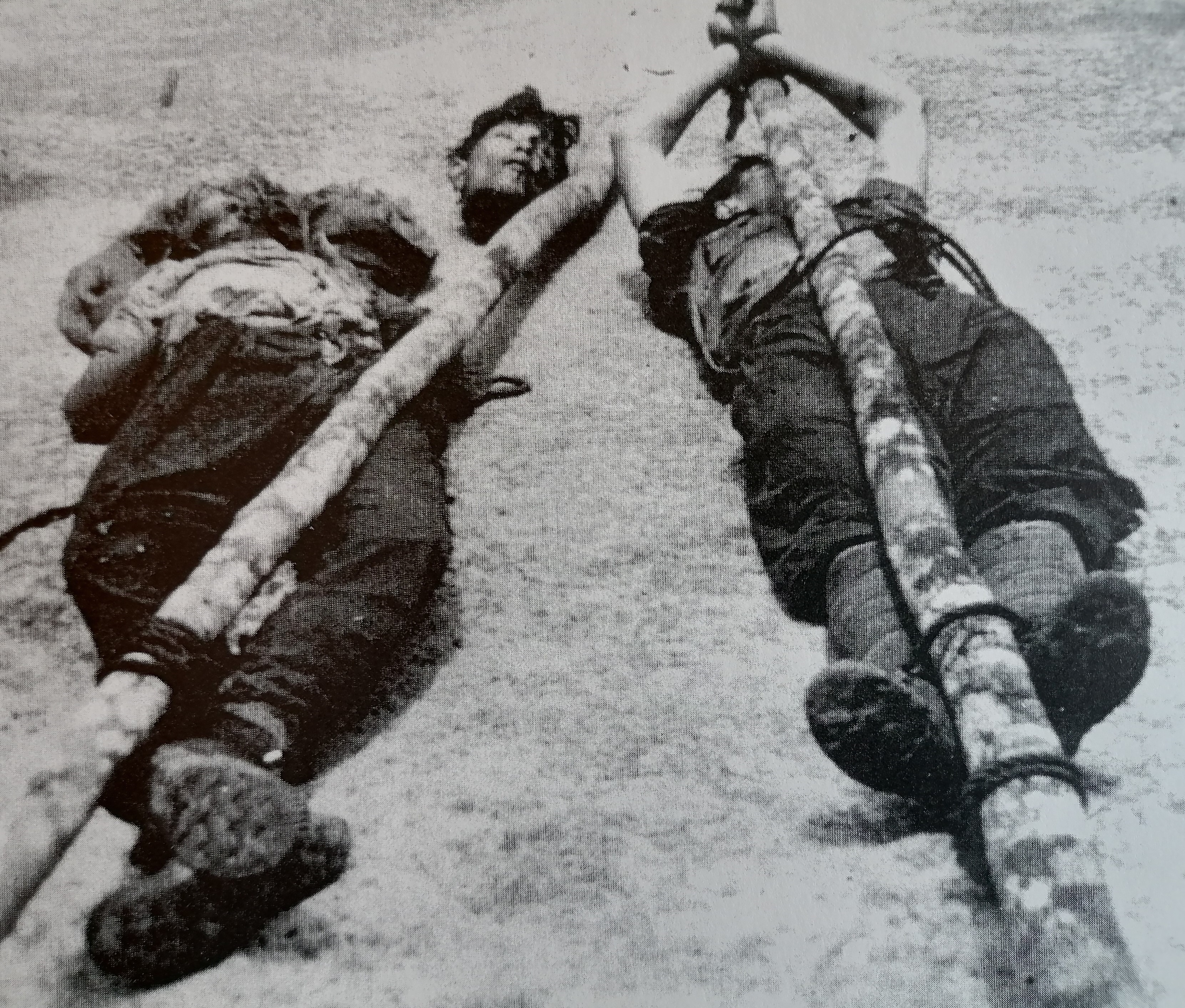
Трупы партизан, принадлежащих к Малайской национальной освободительной армии (МНЛА), убитых английскими солдатами из состава Личного Королевского Западно-Кентского полка королевы, который воевал в Малайе в 1951 — 1954 годах. Два трупа прикреплены к деревянным шестам, что было распространенным методом, используемым британцами. Также видна отрубленная голова третьего партизана. Обезглавливание подозреваемых партизан МНОА и коммунистов было обычной практикой британцев и их союзников во время войны в Малайзии[источник не указан 173 дня].
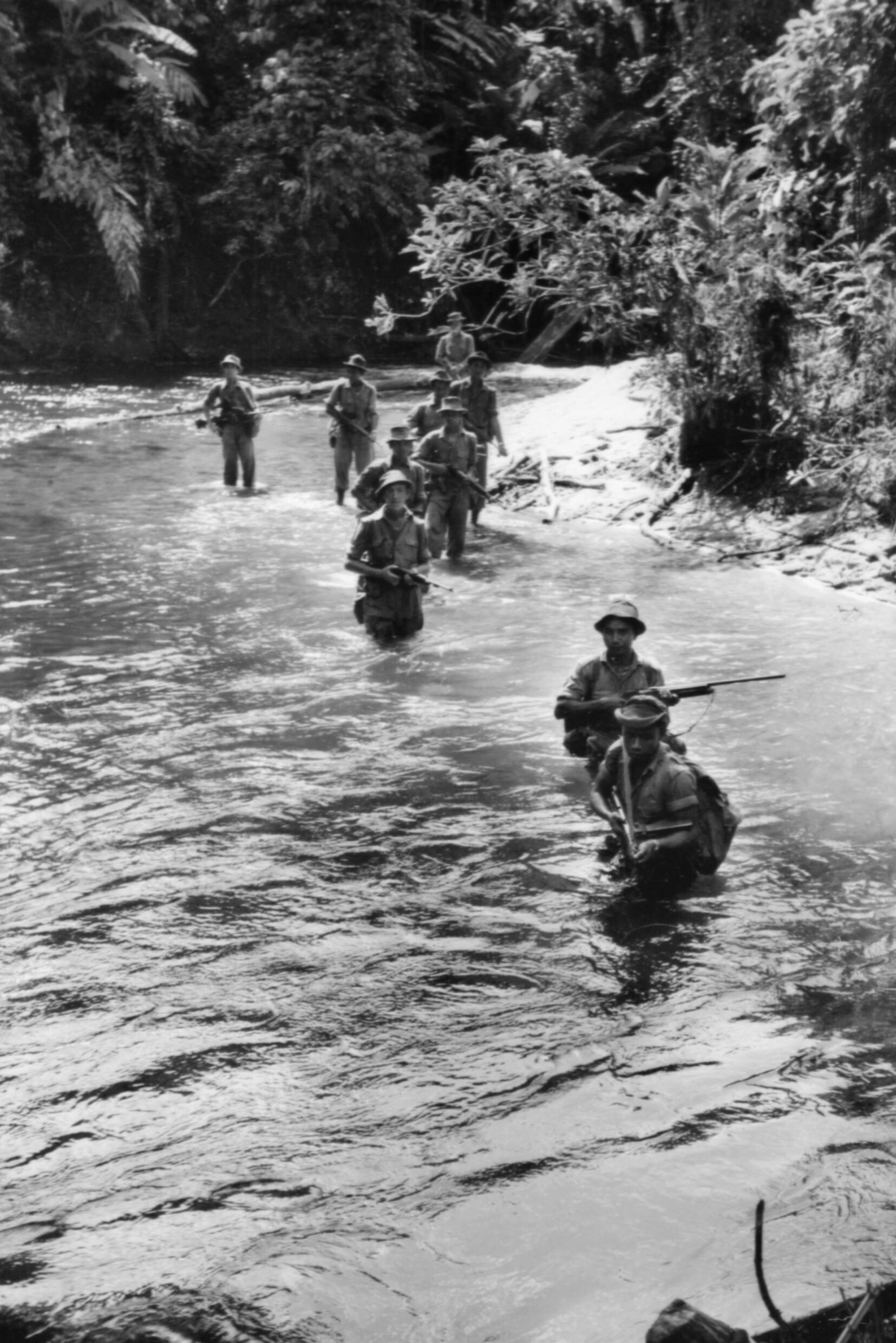
Малайская полиция в патруле.